# H・A・レイ

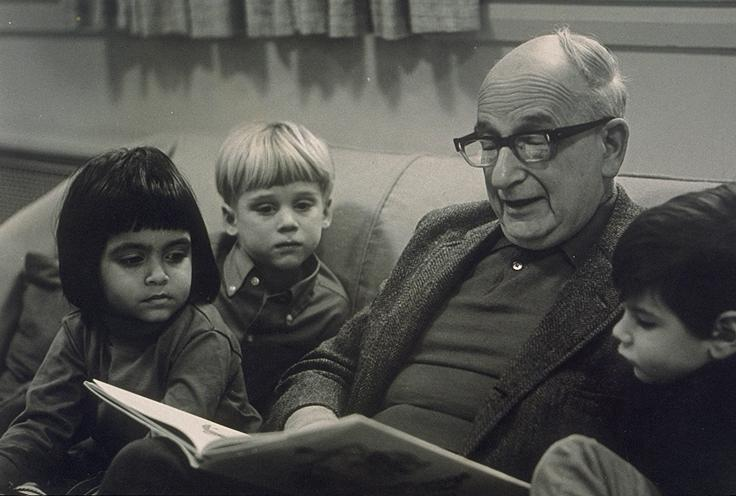
H・A・レイ（右から2人目）

ハンス・アウグスト・レイ（Hans Augusto Rey, 1898年9月16日 - 1977年8月26日）は、ドイツ生まれの絵本作家。本名ハンス・アウグスト・ライアースバッハ（Hans August Reyersbach）。一般にH.A.レイと表記されている。妻のマーグレット・レイとともに『ひとまねこざる（Curious George）』シリーズを描いた。伸びやかで親しみやすい画風で、乳幼児から幅広い年齢層を対象に親しまれている。

## 来歴
ドイツのハンブルク生まれ。哲学や自然科学を学び、フランス語をはじめ6か国語を習得した。1936年、ブラジルでバスタブのセールスマンをしていたとき、同じくハンブルクで生まれたユダヤ系のマーグレット・レイと結婚した。同年8月、二人はフランスに移住。パリのモンマルトルに住む。
1939年に第二次世界大戦が起こり、1940年6月、レイ夫妻はドイツ軍のパリ侵攻直前にパリを脱出する。『ひとまねこざる』を含む5冊の絵本の原画を自転車の荷台にくくりつけてスペインとの国境を越えた。リスボン行きの列車の切符を買い、そこからブラジルを経てアメリカ合衆国に移住した。このときのいきさつは、『戦争をくぐりぬけたおさるのジョージ―作者レイ夫妻の長い旅』（ルイーズ・ボーデン著、岩波書店）に詳しい。
妻マーグレットと共著で多くの作品を書いており、作品は14か国以上の言葉に訳されている。マーグレットは、ドイツで正規の美術教育を受けたが、のちに絵を描くことから、文章を書くことに転じた。レイは幼いころから大の動物好きで、いつも犬を飼っており、新しい町に行くと、真っ先に動物園に行ったという。レイの絵本のほとんどは動物が主人公であり、なかでも、『ひとまねこざる』は人気作となった。
1977年8月26日、マサチューセッツ州ケンブリッジにて死去。78歳没。

## 主な作品
- 「ひとまねこざる」シリーズ　光吉夏弥訳、岩波書店
- 『おかえりなさいスポッティ』（妻マーグレットとの共著）中川健蔵役、文化出版局（1950年）
- 『どうながのプレッツェル』（妻マーグレットとの共著）渡辺茂男訳、福音館書店
- 『星座を見つけよう』　草下英明訳、福音館書店（1969年、原著：1954年）
- 『じぶんでひらく絵本』（『おかあさんとこども』、『さあ、たべようね』、『だれのうちかな』、『サーカスをみよう』の4冊セット）　石竹光江訳、文化出版局（1956年）